# Gustav (Zeichentrickserie)
Gustav (orig. Gusztáv) ist eine ungarische Zeichentrickserie aus den 60er- und 70er-Jahren. Die gleichnamigen Hauptfigur erlebt immer wieder überspitzte, komische Alltagssituationen ohne gesprochene Worte oder nur mit unverständlichem Kauderwelsch. Die Serie ist in über 70 Länder verkauft worden. Besonders bekannt und beliebt war sie in Jugoslawien, wo die Folgen in der Halbzeitpause bei Fußballübertragungen gesendet wurden. Gustav gilt als eine der national und international erfolgreichsten Serien von Pannonia.

## Inhalt
In den kurzen, nicht zusammenhängenden Folgen wird Gustav, ein grau angezogener Durchschnittsmann mit wenigen Haaren auf dem Kopf, immer wieder mit alltäglichen Problemen eines modernen Stadtbewohners konfrontiert. Die Figur des Gustav ist dabei sehr wandelbar: In den Folgen der verschiedenen Autoren und im Laufe der Zeit ist sie oft leicht anders angelegt und betont unterschiedliche Charakterzüge. Gustav hat in der Serie auch keinen festgelegten Familienstand, Wohnort oder Beruf.
Auch in der Gestaltung gibt es sichtbare Unterschiede zwischen den Folgen und Staffeln, sowohl in der Charakteranimation als auch bei den Hintergründen.

## Hintergrund und Produktion
Die Figur des Gustav taucht zum ersten Mal in zwei von Nepps Kurzfilmen (1961 Szenvedély und 1963 Holnaptól kezdve) auf. Dort ist der Charakter noch namenlos und sieht leicht anders aus. Er wurde erst für die Serie Gusztáv genannt, für die Herkunft gibt es mehrere Geschichten. Am wahrscheinlichsten erinnert der Name an Gusztáv Ilosvay, der 1961 verstarb und vorher als Komponist mit Gyula Macskássy zusammengearbeitet hatte.
Gustav ist die erste Zeichentrickserie für Erwachsene, die Pannonia produzierte, nachdem sie vorher finanzielle Mittel und Erfahrung mit der Auftragsproduktion Arthur der Engel gesammelt hatten. Die ersten 68 Folgen der Serie entstanden in den Jahren 1964–1968 für das Kino, zwischen 1975 und 1977 wurden 52 weitere Folgen für das ungarische Fernsehen produziert. Außerdem wurden einige Werbefilme mit der Figur Gustav hergestellt, unter anderem für die ungarische Kosmetikfirma Caola.